# Związek wyznaniowy
Związek wyznaniowy – wspólnota powołana dla celów kultu religijnego, propagowania i nauczania określonej tradycji religijnej. 

## Sytuacja w Polsce
Polska ustawa o gwarancjach wolności sumienia i wyznania z 1989 definiuje związek wyznaniowy jako wspólnotę religijną, zakładaną w celu wyznawania i szerzenia wiary religijnej, posiadającą własny ustrój, doktrynę i obrzędy kultowe. Może ona uzyskać regulację sytuacji prawnej poprzez rejestrację. Aby uzyskać wpis do rejestru kościołów i innych związków wyznaniowych prowadzonego przez ministra właściwego do spraw wyznań religijnych, ustawa o gwarancjach wolności sumienia i wyznania wymaga złożenia wniosku przez co najmniej 100 obywateli polskich posiadających pełną zdolność do czynności prawnych. Wnioskodawcy składają listę zawierającą ich notarialnie poświadczone podpisy potwierdzające treść wniosku i deklaracji o utworzeniu kościoła lub innego związku wyznaniowego, imię i nazwisko, datę urodzenia, miejsce zamieszkania oraz rodzaj, serię i numer dokumentu tożsamości oraz numer PESEL każdego z wnioskodawców. Wnioskodawcy mogą wybrać spośród siebie co najmniej pięcioosobowy komitet założycielski reprezentujący ich w postępowaniu w sprawie wpisu do rejestru. W świetle art. 25 Konstytucji RP wpis do rejestru nie jest koniecznym warunkiem legalnego działania związku wyznaniowego.

## Definicje socjologiczne
Socjologowie religii dzielą organizacje religijne na trzy typy: kościoły, denominacje i sekty.
1. kościół – najczęściej największa spośród typów organizacji religijnych; hierarchiczna, rządzona najczęściej autokratycznie; duchowieństwo stanowi wydzieloną, wyspecjalizowaną grupę.
2. denominacja – struktura demokratyczna lub hierarchiczna; profesjonalne duchowieństwo; współpraca z innymi związkami wyznaniowymi.
3. sekta – najczęściej najmniejsza spośród typów organizacji religijnych; demokratyczna lub autokratyczna, zwarta; członkostwo nabywane przez wybór lub doświadczenie nawrócenia; mała różnica między duchowieństwem i pozostałymi członkami; funkcje duchowne często wykonywane dorywczo przez nieprofesjonalistów.

## Literatura
- Marek Plisiecki, Wyznaniowa osoba prawna w prawie polskim, Wydawnictwo Naukowe Semper, Warszawa 2013, ISBN 978-83-7507-149-8.